# Helmontia
Helmontia — рід квіткових рослин родини гарбузових.
Його рідний ареал простягається від півночі Південної Америки до північної Бразилії. Він зустрічається в країнах Бразилії, Французької Гвіани, Гайани, Суринаму та Венесуели.
Назва роду Helmontia — на честь Яна Баптіста ван Гельмонта (1580–1644), хіміка, фізіолога та лікаря з Іспанських Нідерландів. Вперше описано і опубліковано в Bull. Soc. Roy. Bot. Belgique Vol. 14. P 239. 1875.
Відомі види, за Кью:
- Helmontia cardiophylla Harms
- Helmontia leptantha (Schltdl.) Cogn.
- Helmontia trujilloi C.Jeffrey